# Теорема Гекшера — Оліна

Звичайна ситуація: Дві ідентичні країни (A та B) мають різні початкові запаси факторів. Рівновага автаркії : немає торгівлі, індивідуальне виробництво дорівнює споживанню. Торгова рівновага: обидві країни споживають однаково, особливо за межами власного виробництва–можливості; точки виробництва та споживання розходяться.

Теорема Гекшера-Оліна (теорія співвідношення факторів виробництва) — твердження в економіці, відповідно до якого країна експортує товар, для якого інтенсивно використовується її відносно надлишкові фактори виробництва, і імпортує, для яких вона відчуває відносний дефіцит факторів виробництва. Теорема Гекшера-Оліна є одною з чотирьох теорем моделі Гекшера-Оліна.
Умови існування:
- по-перше, у країн-учасниць міжнародного обміну складається тенденція до вивезення тих товарів та послуг, виготовлення яких використовує переважно надлишкові чинники виробництва, і, навпаки, ввозити продукцію, для якої є дефіцит будь-яких чинників;
- по-друге, розвиток міжнародної торгівлі призводить до вирівнювання факторних цін, тобто доходу, одержуваного власником даного чинника;
- по-третє, є можливість при достатньої міжнародної мобільності факторів виробництва заміни експорту товарів переміщенням самих чинників між країнами.

Парадокс Леонтьєва, представлений Василем Леонтьєвим у 1954, знайшов що США (держава з найбільшим ринковим капіталом у світі) експортувала трудомісткі товари та імпортувала капіталомісткі товари, у очевидній суперечності до теореми Гекшера-Оліна.